# Aimak
Los Aimak (también escrito como Aimaq o Aymaq) es un pueblo de persas nómadas y seminómadas que habita en regiones de Pakistán, Afganistán y en menor medida en Irán. Los Aimaks son musulmanes suníes y hablan su propio idioma, el aimak que viene del persa moderno aunque algunos grupos han adoptado el idioma pastu.
Se les conocía originalmente como Chahar (cuatro) Aimaks porque se dividen en cuatro sub-tribus, aunque se sugiere que son más. La palabra Aymāq viene del mongol y significa "tribu".
Si bien son un pueblo distinguido por elementos como su idioma, cada sub-tribu tiene variantes. Los Temuris y Hazaras Aimaq viven en yurtas, los primeros son de origen mongol y son el elemento de los Chacar Aimaq más grande y poderoso con más de 300 000 miembros, los últimos son mayormente musulmanes chiíes. Los Taimanis, Ferozkohis y Jamshidis son de origen iraní pero habitan varias zonas de Afganistán y se identifican como Tayikos.
- Datos: Q405435
- Multimedia: Aimaqs / Q405435